# میکروکنترولر پی‌آی‌سی

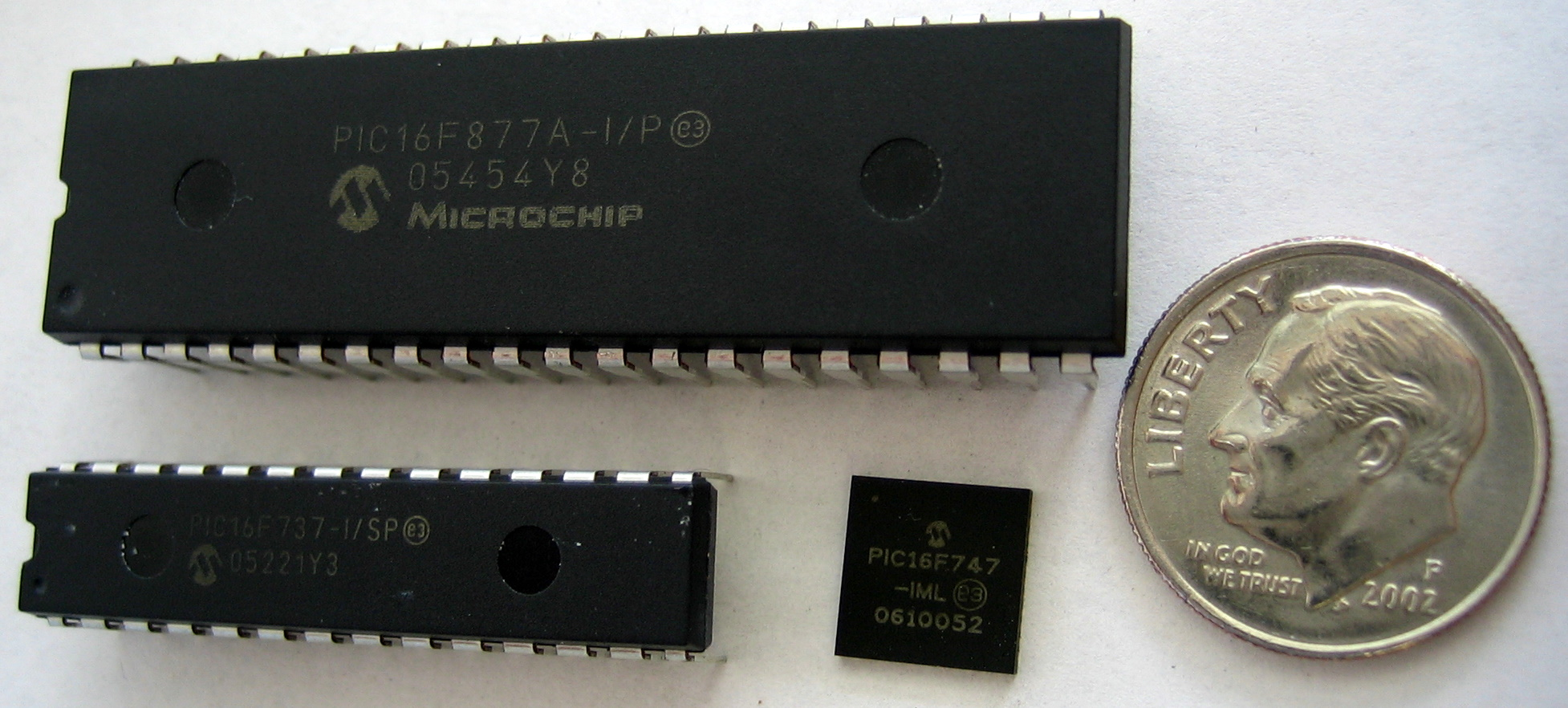
چیپ های پیک

میکروکنترولر پی‌آی‌سی (به انگلیسی: PIC microcontroller) نوعی میکروکنترولر است که توسط کمپانی میکروچیپ و تغییر یافته ساختار هاروارد است.
میکروکنترولرهای سری پیک در مدتی کوتاه محبوبیتی قابل توجه در بین طراحان صنعتی و شخصی کسب کرد زیرا این میکروکنترولر ها قیمت بسیار ارزانی داشت و به وفور یافت می شد و اسناد بسیاری در توصیف نوع کاربرد آنها در اینترنت موجود بود.